# Commanderij Ramersdorf
De Commanderij Ramersdorf in het stadsdeel Ramersdorf van Bonn was van 1361 tot 1803 een commanderij van de Duitse Orde binnen de balije Biesen, onderhorig aan de landcommanderij Alden Biesen.

## Situering

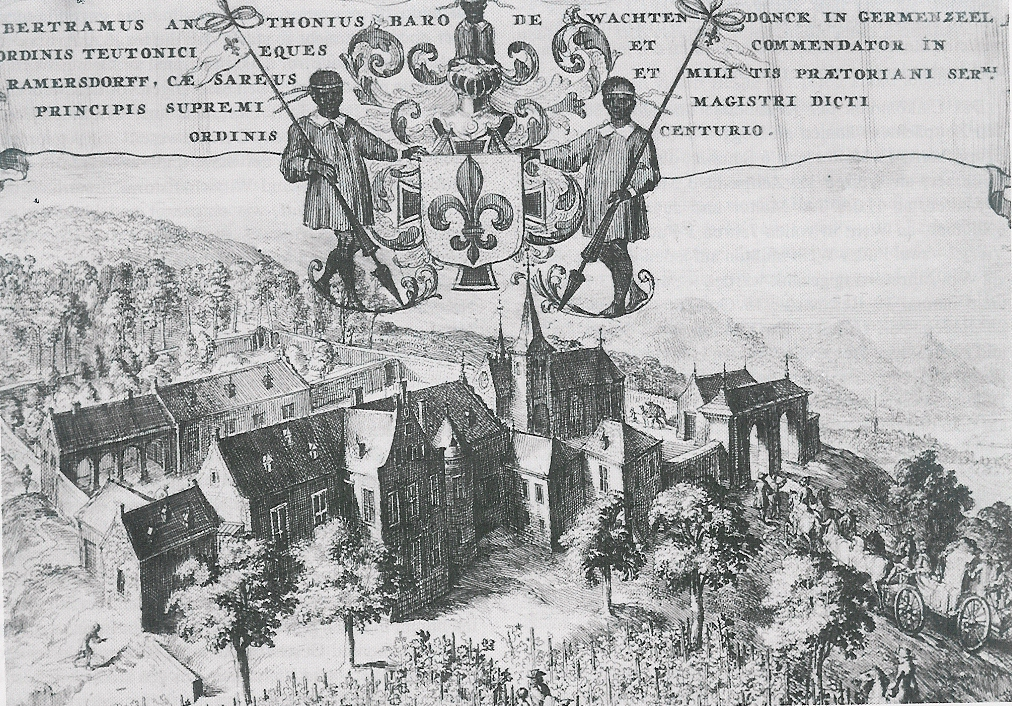
Commanderij Ramersdorf in 1700, ets van Romeyn de Hooghe

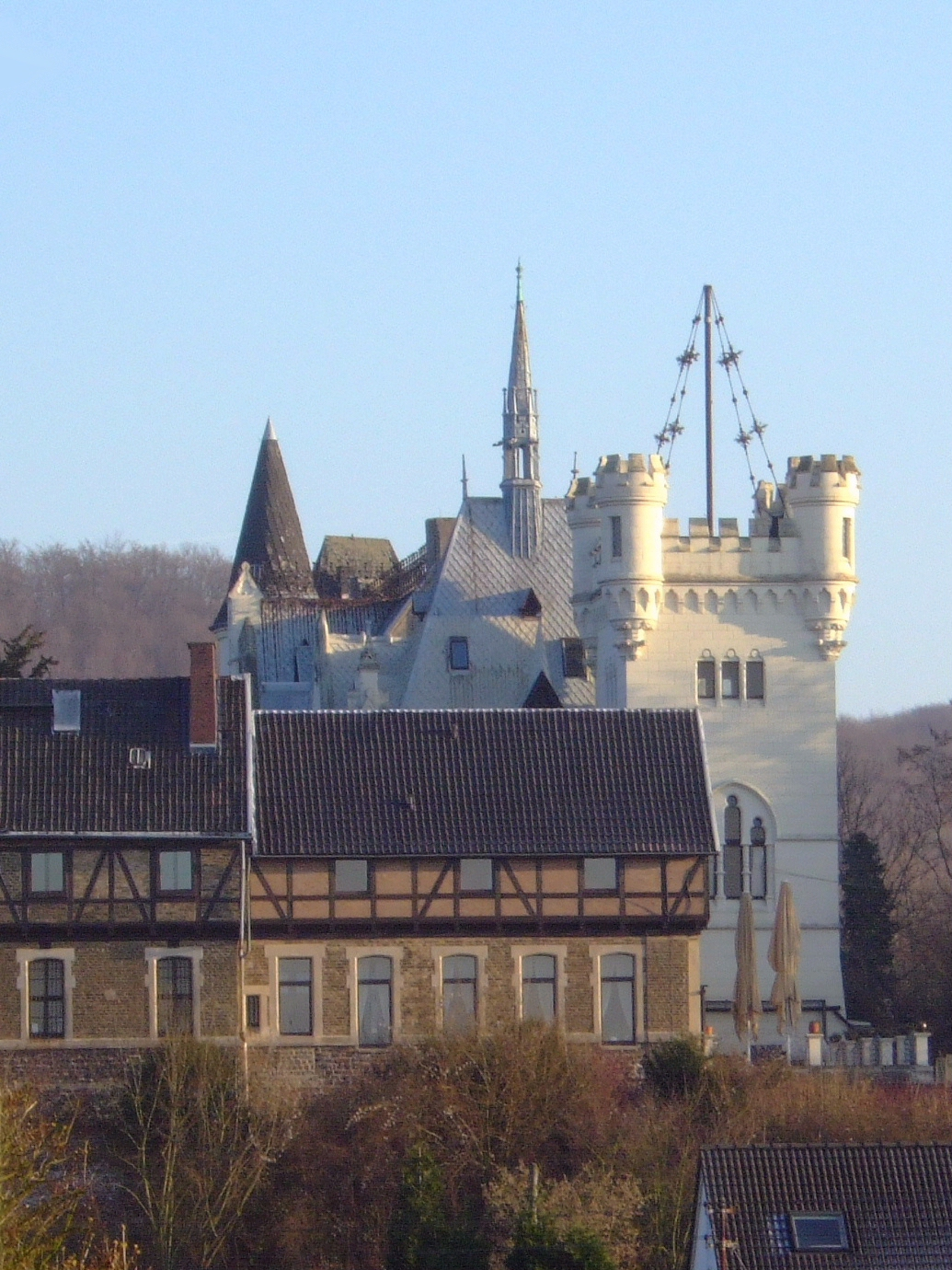
Commanderij Ramersdorf (2008)

De Commanderij Ramersdorf was een van de ongeveer 300 commanderijen van de Duitse Orde die in de 13e eeuw tussen Spanje en het Balticum ontstonden in het kader van de kruistochten, waaraan vele Duitse ridders deelnamen. Ramersdorf werd omstreeks 1225 gesticht; de precieze datum en omstandigheden van de stichting zijn onbekend. Als mogelijke stichters worden Hendrik III van Sayn en zijn vrouw Mechthild van Landsberg genoemd, die in die periode meerdere kloosters stichtten. De commanderij bleef bestaan tot aan de secularisatie in 1803.

## Functie van de Commanderij
De belangrijkste opdracht van deze commanderij bestond erin economisch gewin te produceren voor de Duitse Orde. Na de kruistochten en het verval van de oorspronkelijke missie verloor de Orde haar militaire betekenis. De Commanderij Ramersdorf veranderde in een adellijk landgoed, waarbij de Komtur als enige vertegenwoordiger van de Orde ter plaatse bleef om de uitgebreide bezittingen te beheren.

## 18e en 19e eeuw (na secularisatie)
Na de secularisatie van 1803 kwamen de gebouwen en landerijen van de Commanderij Ramersdorf aanvankelijk in handen van het hertogdom Berg, en vervolgens van het groothertogdom Berg onder Napoleon. In 1807 verkocht het groothertogdom de commanderij aan Joseph zu Salm-Reifferscheidt-Dyck, een Duitse edelman en botanicus. Hoewel hij eigenaar was, verbleef hij zelf voornamelijk op Schloss Dyck bij Neuss of in het Parijse Hôtel de Salm-Dyck, waar zijn echtgenote Constance de Théis een literaire salon onderhield.
Een grote brand in 1842 verwoeste een groot gedeelte van de gebouwen, dat in 1825 als was verlaten Waarna het complex werd omgebouwd tot kasteel omgebouwde.
Na Jozefs overlijden in 1861 ging het landgoed over naar zijn stiefdochter, Freifrau Clémence Agathe de Francq (1790–1820), dochter van Constance de Théis. In 1881 verkochten Freifrau Charlotte Ozelie von Francq, geboren Saint-Remy, en haar zoon F.J. Emanuel het aan Rudolf Herberz, een bankier uit Keulen afkomstig uit Uerdingen, en zijn vrouw Anna Kreuser. Het kasteel werd verkocht voor 350.000 mark. Drie jaar later verkocht Herberz het aan Baron Albert von Oppenheim, een invloedrijke bankier uit Keulen.

## 20e eeuw en restauratie
In 1940 werden het kasteel en het omliggende park van de Commanderij Ramersdorf verkocht aan de Deutsche Reichsbahn. Het interieur werd geveild, maar de gebouwen bleven tijdens de Tweede Wereldoorlog gespaard van schade, ondanks de aanleg van een munitiedepot door de Wehrmacht in de nabijheid van het kasteel.
Na de Tweede Wereldoorlog werden de gebouwen van de Commanderij Ramersdorf aanvankelijk gebruikt door de Britse bezettingsmacht. Later dienden ze als opleidingsinstituut voor de Deutsche Bundesbahn. In de jaren 70 dreigde het complex te worden gesloopt vanwege de aanleg van een autowegkruispunt. Een burgerinitiatief wist dit echter te voorkomen. In 1978 werd het geheel verkocht, waarna een grondige, drie jaar durende restauratie begon. Sindsdien is er een permanente tentoonstelling van historische meubels en is er een antiekzaak gevestigd. In de voormalige Engelse vleugel van het complex bevindt zich nu een hotel met restaurant/café. In 2017 werd de Commanderij opnieuw verkocht aan een investeerdersgroep uit Keulen, die het hotel uitbreidde met vijf suites en het restaurant vernieuwde.

## Lijst van decommandeursvan Ramersdorf
| Jaar      | Naam                                                      | Opmerkingen |
| --------- | --------------------------------------------------------- | --- |
| 1251–1254 | Werner                                                    | |
| 1264–1270 | Simon de Gandavio (von Gent)                              | |
| 1282      | Bertold                                                   | |
| 1285–1291 | Gerard von Runkel                                         | |
| 1291–1296 | Gerard von Westerberg                                     | |
| 1304–1324 | Robbo von Drachenfels                                     | |
| 1326      | Eberhard Hardevust                                        | |
| 1328      | Eberhard von Virneburg                                    | |
| 1338–1341 | Walram von Tomberg                                        | |
| 1352–1359 | Simon van der Tempel                                      | |
| 1358      | Diederich von Winterscheidt                               | |
| 1366      | Johann genannt Jhesus                                     | |
| vor 1371  | Hendrik van Leeuwen                                       | |
| 1444      | Diederik van Gemert                                       | |
| 1450      | Arnold von Reeck                                          | |
| 1533–1539 | Franz von Reuschenberg                                    | |
| 1539–1547 | Johann von Goer                                           | |
| 1551–1556 | Hendrik van Ruischenberg tot Setterich                    | 1564- Sint-Aegidius; 1572- Landcommandeur Alden Biesen; 1574 Stichter en Commandeur Jungen Biesen; 1578 Provisor Bernissem; Provisor Gruitrode |
| 1572–1580 | Vakanz                                                    | |
| 1580–1591 | Edmond von Reuschenberg zu Overbach                       | |
| 1591–1610 | Johann von Reuschenberg zu Selikum                        | |
| 1610      | Johann von Eynatten                                       | |
| 1610–1612 | Johann Raitz von Frentz                                   | |
| 1612–1631 | Hendrik von Kolff zu Vettelhoven                          | 1631- Jungen Biesen |
| 1631–1638 | Wilhelm von Metternich zu Müllenark                       | 1635- Jungen Biesen |
| 1638–1649 | Edmond Godfried Freiherr von Bocholtz von Orey            | 1649- Jungen Biesen; 1657- Landcommandeur Alden Biesen                                                                                         |
| 1649–1661 | Vakanz                                                    | |
| 1661–1663 | Ferdinand von Rolshausen zu Butgenbach                    | |
| 1663–1669 | Vakanz                                                    | |
| 1669–1671 | Bertram Wessel von van Loë zu Wissen                      | 1691- Gemert |
| 1672–1677 | Wilhelm Dietrich von Kolff zu Vettelhoven                 | 1677- Sint-Pieters-Voeren; 1682- Oerdingen en Holt; 1683- Bekkevoort; 1687- Jungen Biesen; 1691- in Siersdorf                                  |
| 1677–1682 | Rutger Kaspar von Schöller zu Schöller                    | |
| 1682–1683 | Friedrich von Renesse                                     | |
| 1685–1690 | Graf Heinrich Theobald von Goldstein (1649–1719)          | 1687- Laibach; 1694- Landcommandeur van Balije Oostenrijk; 1697- Jungen Biesen;                                                                |
| 1691–1697 | Heinrich Schenck von Nideggen                             | |
| 1697      | Johann Wilhelm von Kesselstadt                            | |
| 1699–1707 | Bertram Anton van Wachtendonk tot Germensee               | 1716- Gemert |
| 1707–1715 | Johann Hermann Spies von Büllesheim                       | Vermeld als commandeur van Gruitrode |
| 1715–1719 | Vakanz                                                    | |
| 1719–1721 | Johan Josef van der Noot tot Carloo                       | 1729- Jungen Biesen; 1744- Gemert |
| 1721–1729 | Johann Kaspar von Hillesheim zu Ahrental (1689–1761)      | na elkaar Commandeur van Keulen, 1721- Ramersdorf; en Siersdorf; 1737- Jungen Biesen;                                                          |
| 1729–1738 | Vakanz                                                    | |
| 1749–1751 | Graaf Caspar Anton van der Heyden dit Belderbusch (–1784) | 1757- Jungen Biesen; 1761 Coadjutor en Landcommandeur Alden Biesen                                                                             |
| 1751–1753 | Franz Theodor von Rump zu Crange                          | |
| 1755–1757 | Lothar Franz von Horneck zu Weinheim                      | |
| 1757–1758 | Ferdinand Josef von Haecke                                | |
| 1758–1761 | Vakanz                                                    | |
| 1761–1762 | Karl Ernst von Voit zu Salzburg                           | |
| 1762–1767 | Franz Johann von Reischach                                | 1753 Gruitrode; 1784- Landcommandeur Alden Biesen                                                                                              |
| 1767–1770 | Franz Nikolaus von Kolff zu Vettelhoven                   | 1773- Sint-Pieters-Voeren; 1780- Jungen Biesen; 1784- Bekkevoort                                                                               |
| 1770–1771 | Theodor Franz de Croix d’Heuchin                          | 1776- St. Aegidius |
| 1771–1776 | Heinrich-Johann von Droste zu Hülshoff                    | 1776- Ordingen; 1778- St. Aegidius; 1784- Sint-Pieters-Voeren 1791- Gruitrode; 1794- Bekkevoort; 1784- Landcommandeur Alden Biesen             |
| 1776–1778 | Josef Franz von Schaesberg                                | 1782- Oerdingen; 1785- Sint-Aegidius; 1793 Sint-Pieters-Voeren; 1805 Huiscommandeur van Alden Biesen en 1796- Ramersdorf                       |
| 1778–1794 | Franz Joseph Johann Nepomuk Fidelis von Reischach         | 1778- Jungen Biesen |
| 1778–1784 | Heinrich August Marschalk von Ostheim                     | 1792- St. Aegidius |
| 1784–1794 | Fredrich Wilhelm von Bentinck                             | |
| 1794–1809 | Wilhelm Eugen de Wal                                      | |